# Chang'e 5
Chang'e-5 je kineska svemirska sonda iz serije Chang'e. Zadaće sonde je spustiti se na Mjesec, prikupiti uzorke tla i vratiti ih na Zemlju. Ovo je prva svemirska misija nakon 45 godina čiji je cilj vratiti uzorke tla s Mjeseca. Zadnja sonda koja je to odradila je sovjetska Luna 24, davne 1976. godine. Očekuje se kako će Chang'e-5 vratiti barem 2 kilograma uzorka.

## Tijek misije
Sonda je uspješno lansirana 23. studenog 2020. u 20:30 po UT vremenu iz Svemirskog centra Wenchang na otoku Hainan u južnoj Kini. Lansiranje je obavljeno raketom Dugi Marš 5, trenutno najjačom raketom koju Kina ima na raspolaganju.
Raketa nosač je sondu Chang'e-5 lansirala u orbita iz koje se sonda vlastitim pogonom, koristeći metodu Hofmanovog transfera ubacila u orbitu prema Mjesecu.
Sonda je provela 5 dana na putu da bi u orbitu oko Mjeseca ušla 28. studenog u 14:06 po srednjoeuropskom vremenu. Dan kasnije, 29. studenog u 21:40, od sonde se odvojio sletni modul. Sletni modul proveo je sljedeća dva dana prilagođavajaći orbitu sve dok 1. prosinca 2020. u 14:58 UTC nije započeo spuštanje na površinu Mjeseca. Proces usporavanja s orbitalne brzine od 1.7 km/s i spuštanja je trajao 15 minuta u regiju u blizini Mons Rumkera, planine u Moru Oluja. Mjesto je odabrano zbog geološke mladosti planine te povećane količine radioaktivnih materijala poput torija, uranija te izotopa kalija.
Sletni modu je prikupio uzroke koji su pospremljeni u povratni modul. Dotični modul, noseći 1731 gram uzoraka tla, poletio 3. prosinca 2020. poletio s površine Mjeseca te se dva dana kasnije u orbiti sreo s orbitalni modulom. Nakon pristajanja povratnog modula, izvršen je transfer uzoraka u orbitalni modul. Dan kasnije izvršeno je njihovo razdvajanje, a 7. prosinca povratni modul je namjerno srušen na površinu Mjeseca. Orbitalni modul, noseći sada sa sobom uzorke tla, napustio je 13. prosinca orbitu Mjeseca te se zaputio natrag prema Zemlji. Tri dana kasnije, 16. prosinca 2020. oko 18:00 po UT vremenu, kapsula s uzorcima uspješno se spustila u regiju Unutrašnja Mongolija na sjeveroistoku Kine.
Kona je obećala uzorke tla podijeliti s Ujedinjenim narodima i međunarodnim partnerima na misiju, prvenstveno s Europskom svemirskog agencijom.

## Sonda Chang'e 5
Sonda se sastoji od dva glavna modula: orbitalnog i sletnog. Orbitalni modul ima zadatak dovesti sletni modul u orbitu oko Mjeseca te potom vratiti balističku kapsulu u blizinu Zemlje, kako bi se ona uspješno spustila s uzorcima.
Sletni modul sastoji se od motora za meko spuštanje, bušilice za prikupljanje uzorka i povratnog modula za prijenos uzoraka u orbitu oko Mjeseca. Za istraživanje neposredne okoline sletni modul je opremljen kamerama, spektrometrima, instrumentima za analizu sastava tla i radarom. Kako sletni modul nije opremljen grijačima ne očekuje se kako će preživjeti lunarnu noć u trajanju od 14 dana, kada će biti izložen temperaturama od -200°C.
Procjenjuje se kako je ukupna masa sonde oko 3780 kg, od čega 1200 kg otpada na sletni modul. Svi elementi sonde pogonjeni su fotoelektričnim panelima.

## Vanjske poveznice
|  | Zajednički poslužitelj ima još gradiva o temi Chang'e 5 |